# Estadio Benito Villamarín
El estadio Benito Villamarín es un recinto deportivo de Sevilla propiedad del Real Betis Balompié. El estadio, en el que el primer equipo disputa sus partidos, se cerró en verano de 2025, por un plazo aproximado de dos años para su reforma. Durante ese periodo el equipo disputará sus encuentros en el estadio de la Cartuja.
El recinto se ubica en la avenida de la Palmera del barrio de Heliópolis de Sevilla, España. Se inauguró el 17 de marzo de 1929 y su aforo actualmente es de 60 721 espectadores, que lo sitúa como el segundo estadio más grande de Andalucía y el quinto más grande de España.
Fue una de las diecisiete sedes del Mundial de 1982 en el que acogió dos partidos. Ha albergado también quince encuentros de la selección española, incluido el histórico partido de clasificación para la Eurocopa entre España y Malta (1983) que terminó 12-1.

## Historia

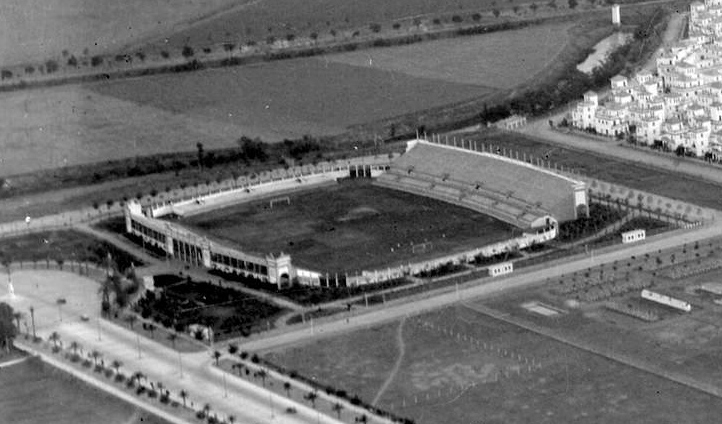
Vista del estadio de la Exposición en Heliópolis hacia 1929

### Antecedentes
En la década de 1910 el Real Betis Balompié disputaba sus partidos en el campo de la Enramadilla, ubicado en los terrenos del Prado de San Sebastián. En mayo de 1918 el Ayuntamiento de Sevilla decidía ampliar la Feria de Abril con la urbanización de los terrenos del Prado de San Sebastián, que hasta entonces había utilizado el Real Betis Balompié. Para continuar su actividad, el club consiguió que el consistorio le cediese una parcela situada a escasos metros de allí, en unos terrenos conocidos como La Huerta del Fraile, en lo que actualmente es el barrio del Porvenir, en los terrenos del Patronato Obrero. Esos terrenos pasaron a ser propiedad del club y fueron rodeados con unas tablas verdes. En 1924 llegó a la presidencia del club Ramón Navarro Cáceres, que pretendió modernizar la entidad. Las precarias estructuras de madera se encontraban en estado ruinoso. Se inició una reforma integral de las instalaciones, que supuso, en la práctica, la construcción de un nuevo estadio.

### Construcción de Heliópolis
Ya en 1912, el arquitecto Aníbal González, dentro de los planes para Exposición Iberoamericana había proyectado un estadio para la muestra y en 1923, el comité ejecutivo encargó al arquitecto Antonio Illanes del Río su diseño. Se barajaron varios posibles ubicaciones y finalmente el comisario regio Cruz Conde eligió el lugar actual en el barrio de Heliópolis. El estudio técnico para su construcción fue realizado por Manuel María Smith e Ibarra, que había sido el autor del estadio de San Mamés de Bilbao en 1913. Las obras finalizaron a finales de 1928 con un aforo de 18.000 espectadores.

### 1929: Inauguración
El estadio fue inaugurado el 17 de marzo de 1929, con la disputa del partido internacional España-Portugal (5-0). El combinado español estuvo formado con jugadores de los equipos finalistas del Campeonato de España de 1929, Real Madrid y Español de Barcelona. Hasta 1932, el Betis jugó en el estadio un partido de Copa y cinco amistosos.
En 1930, al terminar la Exposición, el campo siguió siendo propiedad municipal. El 16 de julio de 1936 el Real Betis firmó un contrato de arrendamiento con el ayuntamiento de Sevilla por un periodo de diez años y se convirtió en el único inquilino de Heliópolis a partir de entonces.
Durante la Guerra Civil, el Ayuntamiento requisó el estadio y lo entregó al mando militar, que lo destinó sucesivamente a acuartelamiento de las tropas marroquíes, sede del Estado Mayor italiano (que realizó algunas obras en el interior para adaptarlo a sus necesidades) y sede de la unidad de caballería mecanizada.
Tras la guerra, el estadio quedó enormemente dañado por su uso durante el conflicto y el Betis solicitó un nuevo contrato. Las autoridades militares, que tenían intención de que el estadio continuara prestando su antigua función, acordaron su rehabilitación. El estadio fue reinaugurado, tras su rehabilitación, por Queipo de Llano con el nombre de Estadio Municipal Heliópolis el 12 de marzo de 1939.

### 1961: Benito Villamarín
El estadio pasó a ser propiedad del club bético el 12 de agosto de 1960, bajo la presidencia de Benito Villamarín. Pocos días más tarde se realizó el cambio de nombre en la antigua secretaría de la entidad, ubicada en la calle Conde de Barajas. Se trataba de un estadio funcional, con graderíos bajos y entradas directas desde el exterior del recinto hasta el terreno de juego, de similares características al Ramón de Carranza de Cádiz o al Colombino de Huelva.
En 1958 se ampliaron las gradas del gol Norte y Sur, con proyecto del arquitecto Antonio Delgado Roig con la colaboración del aparejador Ángel Hoyuela. En 1959 se instaló iluminación eléctrica con 4 torres de 48 focos cada una. Entre 1971 y 1973 las tribunas de gol fueron prácticamente derribados para ser reconstruidos. En 1975 se construyó la tribuna de voladizo, en 1979 la de fondo y en 1981 la de preferencia. En 1982 tuvo lugar la realización del 1.er anfiteatro de la grada de preferencia.
Quedó el estadio, con una capacidad de 48.500 espectadores, de pie en los goles Norte y Sur. En él se jugaron varios partidos del Mundial de España 82 y el famoso 12-1 de España a Malta que clasificó a la selección española para la fase final de la Eurocopa 1984.
En el año 1997 se le cambió el nombre por "Estadio Manuel Ruiz de Lopera", entonces presidente del club. Trece años más tarde, en octubre de 2010, el estadio volvió a renombrarse como "Benito Villamarín", tras una votación en la que participaron 9.926 socios. El nombre Benito Villamarín obtuvo 6107 votos (67,4%) y Heliópolis 2.786 (30,7%), la segunda más votada.
La inauguración fue acompañada por la composición del himno conmemorativo del evento, compuesto por el artista onubense Willy Álvarez Pareja Obregón.

### Remodelación: Gol Norte y Fondo

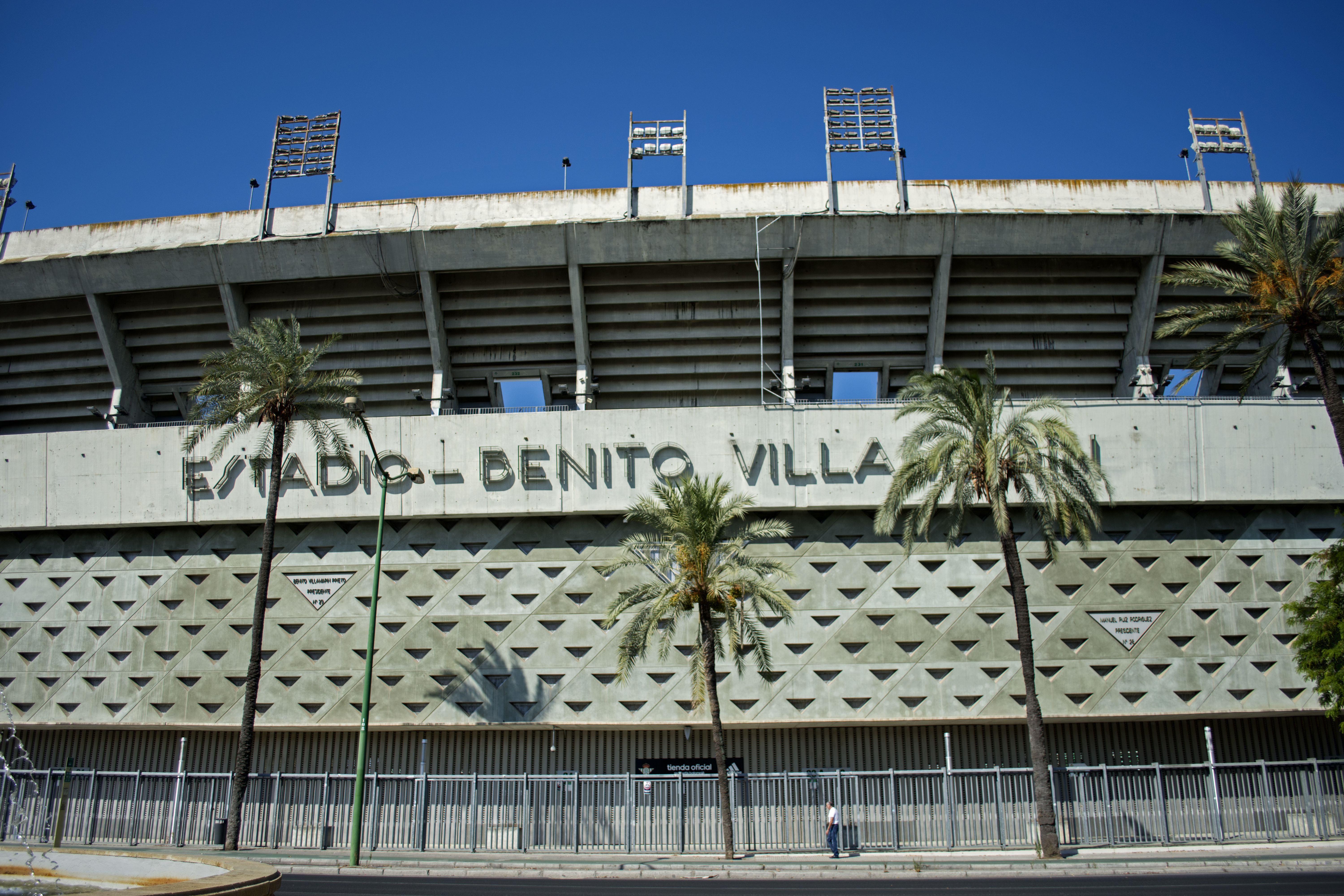
Fachada del estadio hacia la avenida de la Palmera

Tras la normativa de la UEFA de obligar a todos los estadios del Continente (que disputasen competiciones europeas) a tener todas las localidades sentadas, el consejo de administración del Real Betis Balompié, decidió demoler las gradas del antiguo estadio, levantado en su lugar unas nuevas.[cita requerida]
La construcción tendría un presupuesto mínimo de 2000 millones de pesetas y una capacidad para 65.000 espectadores. Los autores del proyecto fueron el arquitecto principal Antonio González Cordón, los colaboradores Fermín Gómez y Tomás Garrido, el arquitecto técnico Manuel López Ruiz y la dirección facultativa de Fernando Medina Encina. La ceremonia de la colocación de la primera piedra, en la zona del gol norte, tuvo lugar el 8 de mayo de 1998 en presencia del presidente Ruiz de Lopera, de la alcaldesa, María Soledad Becerril (PP), del entonces líder de la oposición local Alfredo Sánchez Monteseirín (PSOE), del torero Curro Romero, del que era en ese momento presidente de la sociedad gestora del Estadio Olímpico, Alejandro Rojas Marcos (PA) y de un grupo de aficionados béticos.

#### Obras e inauguración
La primera fase de obras que supuso la renovación de la mitad del estadio se puso en funcionamiento en distintos momentos. El 12 de septiembre de 1998, fecha correspondiente a la segunda jornada de Liga ante el Real Zaragoza, se inauguraron las gradas bajas y el primer anfiteatro de gol norte y el fondo. Para ese partido, el club dispuso de 40.000 localidades, pese a lo cual no se pusieron entradas a la venta para garantizar que todos los socios pudieran acceder al encuentro. El 27 de septiembre de 1998, en la 4.ª jornada de liga ante el Extremadura, se estrenó el primer anfiteatro de fondo, con lo el aforo quedó fijado en 45.000 localidades. El 17 de febrero de 1999, se hizo público el acuerdo entre el Betis y la empresa constructora Dragados y Construcciones, para retomar las obras dejadas por Agromán, que comprendían la finalización de los anillos superiores de gol norte y fondo. El 1 de enero de 2000 se inauguró oficialmente esta parte y así quedó terminada la primera mitad del estadio, conformado por 3 anillos completos de gol norte y fondo. Se organizó un acto en el que se dio oficialidad al nuevo nombre del estadio, "Manuel Ruiz de Lopera", que fue elegido en votación al inicio de la temporada 98-99 por los abonados béticos.

### 2017: Gol Sur

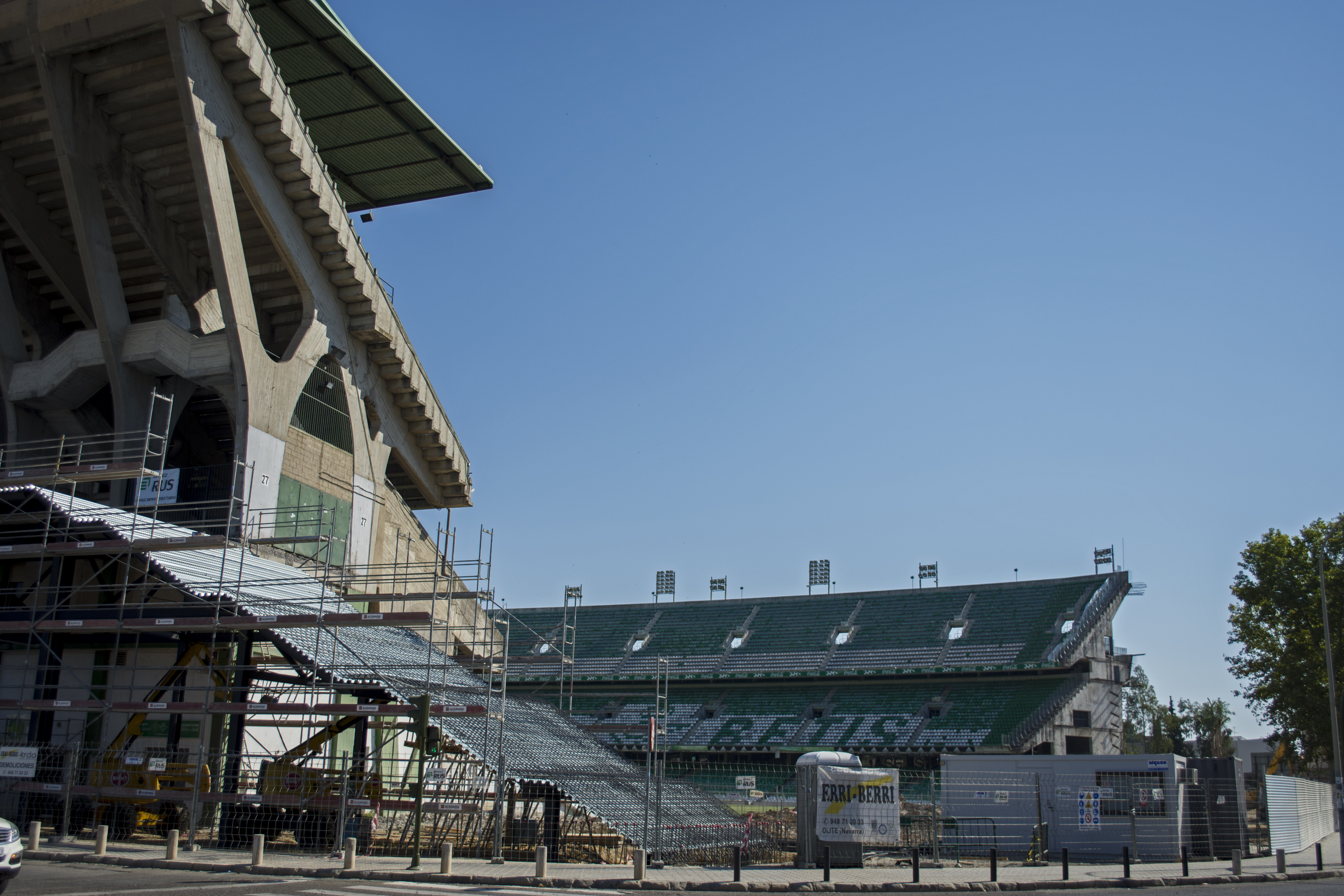
El estadio Benito Villamarín después de la demolición de la grada de Gol Sur, en 2016

A finales de 2015, la candidatura a la presidencia del club formada por Ángel Haro y José Miguel López Catalán anunciaron su propuesta para la reforma del Gol Sur del Benito Villamarín, que comenzó a principios del verano de 2016. Esta iniciativa supuso abordar la segunda fase del diseño proyectado por Antonio González Cordón, que se frenó en el año 2000, a falta de la construcción de la nueva grada de preferencia y la cubierta integral del estadio.
Estas obras conllevaron el traslado del terreno de juego a su ubicación definitiva dentro del estadio. El campo de juego se desplazó seis metros hacia la zona de fondo y otros seis hacia la zona de gol norte. Una vez concluido gol sur, quedó centrado con las tres gradas.
El 30 de junio de 2016 se iniciaron las obras de demolición de la grada de gol sur del estadio y el 5 de julio la ejecución de la nueva escalera de acceso al voladizo de preferencia, tras el derribo de la existente por ocupar el espacio de la nueva grada de gol sur, terminando las mismas el 15 de agosto de 2016. Tras la demolición de la antigua tribuna, en septiembre de ese año comenzó la cimentación del nuevo graderío, finalizándose en junio de 2017. La obra tuvo un presupuesto aproximado de quince millones de euros.
El derribado gol sur disponía de 5.000 localidades, que tras su reconstrucción pasaron a unas 14.700, y la capacidad total del estadio, a falta únicamente de la renovación de la nueva tribuna de preferencia, ronda los 60.000 espectadores, lo que lo coloca como el cuarto estadio de España en cuanto a aforo -por detrás del Camp Nou, el Santiago Bernabéu y el Metropolitano. Junto a las obras de gol sur, el club aprovechó el descanso veraniego de 2017 para cambiar los asientos del estadio y la publicidad estática, rediseñar el túnel de vestuarios, megafonía y otras infraestructuras así como renovar la iluminación, que emplea lámparas LED que permiten efectuar juegos de luces.

### Nuevo Villamarín y renovación global
En agosto de 2023, el club presentó el proyecto arquitectónico de construcción de una nueva grada de preferencia. El resto del estadio no va a ser demolido, pero si objeto de profundos cambios. El proyecto, cuyos autores son Rafael de la Hoz y Gensler, contempla también la instalación de una cubierta ligera tesada sobre las cuatro gradas. El diseño y cálculo estructural tanto de la nueva grada como de la cubierta será realizado por IDI ingenieros. Tras la remodelación, el nuevo aforo pasará a 60.379 espectadores.
Durante las temporadas 2025/26 y 2026/27, el primer equipo va a disputar sus partidos en el Estadio de la Cartuja. En marzo de 2025 se ha iniciado el traslado de las oficinas y los departamentos administrativos del club. Tras el final de la temporada, comienza el  desmontaje de las instalaciones y la demolición de la grada de preferencia está prevista que se realice a finales de julio o principios de agosto.

## Estructura

### Niveles del estadio
El estadio tiene un total de 4 niveles: uno de aparcamiento y 3 graderíos superpuestos.
- Nivel N-1: Aparcamientos

Aparcamiento general público y un aparcamiento del club, con entradas y salidas independientes y con la disponibilidad de acceder los autobuses de los equipos de fútbol hasta la zona de vestuarios. Se completa con zonas de comunicación, radio y TV para ruedas de prensa. Bajo la presidencia se encontrarían las áreas de administración, un museo, un salón de actos con capacidad para 300 personas, una tienda, una cafetería, peñas, una biblioteca y una capilla.
- Nivel N: Accesos y grada baja

Se generalizan las entradas al estadio transformándose la galería de distribución general en una vía peatonal abierta donde a un lado se disponen las tiendas y al otro los accesos de escaleras a cada nivel del graderío. Esta idea consigue ampliar los escasos anchos de acerados exteriores disponibles convirtiéndolos en itinerarios de circulaciones adecuados al flujo peatonal del estadio.
El acceso al nivel 0 del graderío se establece a través de una galería de distribución desde la cota alta de este graderío, obteniendo una visión completa del terreno de juego en las circulaciones que se producen.
- Nivel N+1: 1.er anfiteatro o grada media

Bocas de salida al graderío en un nivel intermedio, uniformes en su disposición (a excepción de la Tribuna de Preferencia). En este nivel se sitúa el palco presidencial y los palcos VIP. Cada palco dispone de minibar y aseos individuales.
Al final de este graderío se proyectan (rodeando el perímetro del graderío) los palcos VIP 2, transformándose en la zona de presidencia en set de radio y TV para las retransmisiones deportivas.
Anexas al palco presidencial se crean bajo su graderío las dependencias nobles de estadio, proponiendo tener una visión del terreno de juego desde las zonas de estar y restaurante.
- Nivel N+1: 2º anfiteatro o grada alta

Dispuestas también en un nivel intermedio las correspondientes bocas de salida.

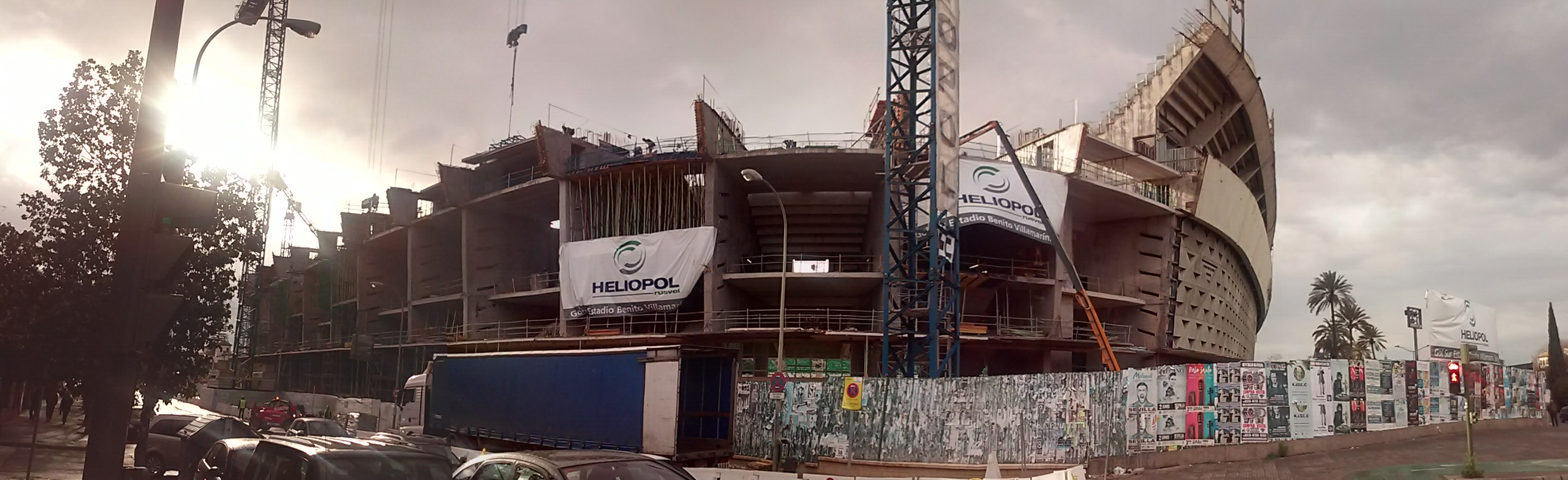

## Partidos internacionales

### Selección española
La selección española ha disputado 46 encuentros en Sevilla, 15 de ellos en Heliópolis, donde ha ganado 13 partidos, incluyendo el histórico España 12–1 Malta, del 21 de diciembre de 1983. El último partido que ha albergado, fue el duelo entre campeonas del mundo, España–Inglaterra, de la Liga de Naciones.
| Amistoso; 17 de marzo de 1929 | España                                       | 5:0 (5:0) | Portugal |                      |                      |
|                               | Gaspar Rubio 1' 9' 20' · José Padrón 30' 45' |           |          | Árbitro(s): Langenus | Árbitro(s): Langenus |

| Clasificación Eurocopa 1984; 21 de diciembre de 1983 | España | 12:1 (3:1) | Malta                 |                                                          |                                                          |
|                                                      | Santillana 16' 26' 29' 76' · Rincón 47' 57' 64' 78' · Antonio Maceda 62' 63' · Manu Sarabia 80' · Juan Señor 84' |            | Michael Degiorgio 24' | Asistencia: 30 000 espectadores Árbitro(s): Erkan Göksel | Asistencia: 30 000 espectadores Árbitro(s): Erkan Göksel |

| Clasificación Mundial 1986; 17 de octubre de 1984 | España                                    | 3:0 (1:0) | Gales |                         |                         |
|                                                   | Rincón 7' · Carrasco 81' · Butragueño 90' |           |       | Árbitro(s): Fredriksson | Árbitro(s): Fredriksson |

| Clasificación Mundial 1986; 25 de septiembre de 1985 | España                    | 2:1 (1:1) | Islandia       |                      |                      |
|                                                      | Rincón 44' · Gordillo 52' |           | Gudjohnsen 35' | Árbitro(s): Kirschen | Árbitro(s): Kirschen |

| Clasificación Eurocopa 1988; 12 de noviembre de 1986 | España     | 1:0 (0:0) | Rumanía |                    |                    |
|                                                      | Míchel 57' |           |         | Árbitro(s): Keizer | Árbitro(s): Keizer |

| Clasificación Eurocopa 1988; 18 de noviembre de 1987 | España                                             | 5:0 (3:0) | Albania |                            |                            |
|                                                      | Bakero 5' 31' 74' · Míchel 34' · Paco Llorente 67' |           |         | Árbitro(s): Roethlisberger | Árbitro(s): Roethlisberger |

| Clasificación Mundial 1990; 16 de noviembre de 1988 | España                      | 2:0 (0:0) | Irlanda |                       |                       |
|                                                     | Manolo 52' · Butragueño 65' |           |         | Árbitro(s): Savchenko | Árbitro(s): Savchenko |

| Clasificación Mundial 1990; 23 de marzo de 1989 | España                          | 4:0 (1:0) | Malta |                    |                    |
|                                                 | Míchel 38' 67' · Manolo 72' 80' |           |       | Árbitro(s): Sandoz | Árbitro(s): Sandoz |

| Clasificación Eurocopa 1992; 10 de octubre de 1990 | España                            | 2:1 (1:0) | Islandia    |                     |                     |
|                                                    | Butragueño 44' · Carlos Muñoz 63' |           | Jönsson 76' | Árbitro(s): Minhoff | Árbitro(s): Minhoff |

| Clasificación Eurocopa 1992; 12 de octubre de 1991 | España       | 1:2 (1:2) | Francia                        |                        |                        |
|                                                    | Abelardo 33' |           | Luis Fernández 12' · Papin 15' | Árbitro(s): Forstinger | Árbitro(s): Forstinger |

| Clasificación Mundial 1994; 22 de abril de 1992 | España                     | 3:0 (1:0) | Albania |                          |                          |
|                                                 | Míchel 2' 65' · Hierro 87' |           |         | Árbitro(s): Muhmenthaler | Árbitro(s): Muhmenthaler |

| Clasificación Mundial 1994; 24 de febrero de 1993 | España                                                                     | 5:0 (3:0) | Lituania |                      |                      |
|                                                   | Parralo 5' · Bakero 13' · Beguiristain 17' · Christiansen 81' · Aldana 88' |           |          | Árbitro(s): Micallef | Árbitro(s): Micallef |

| Clasificación Mundial 1994; 28 de abril de 1993 | España                       | 3:1 (3:1) | Irlanda del Norte |                     |                     |
|                                                 | Salinas 21' 26' · Hierro 41' |           | Wilson 11'        | Árbitro(s): Sundell | Árbitro(s): Sundell |

| Clasificación Eurocopa 1996; 7 de junio de 1995 | España     | 1:0 (0:0) | Armenia |                      |                      |
|                                                 | Hierro 63' |           |         | Árbitro(s): Philippi | Árbitro(s): Philippi |

| Liga de Naciones 2018-19; 15 de octubre de 2018 | España                    | 2:3 (0:3) | Inglaterra                      |                                                              |                                                              |
|                                                 | Alcácer 58' · Ramos 90+7' |           | 16' 38' Sterling · 29' Rashford | Asistencia: 44 445 espectadores Árbitro(s): Szymon Marciniak | Asistencia: 44 445 espectadores Árbitro(s): Szymon Marciniak |

### Mundial 1982
Sevilla fue una de las catorce subsedes y el Benito Villamarín uno de los diecisiete estadios que albergaron la Copa Mundial de 1982. En este recinto se disputaron dos de los seis partidos correspondientes al grupo 6 de la primera fase del campeonato.
| Primera fase (Grupo 6); 18 de junio de 1982, 21:00 | Brasil                                       | 4:1 (1:1) | Escocia   |                                                                             |                                                                             |
|                                                    | Zico 33' · Oscar 48' · Eder 63' · Falcão 87' | Reporte   | Narey 18' | Asistencia: 47 379 espectadores Árbitro(s): Luis Paulino Siles (Costa Rica) | Asistencia: 47 379 espectadores Árbitro(s): Luis Paulino Siles (Costa Rica) |

| Primera fase (Grupo 6); 23 de junio de 1982, 21:00 | Brasil                                    | 4:0 (2:0) | Nueva Zelanda |                                                                            |                                                                            |
|                                                    | Zico 28', 31' · Falcão 64' · Serginho 70' | Reporte   |               | Asistencia: 43 000 espectadores Árbitro(s): Damar Matovinovic (Yugoslavia) | Asistencia: 43 000 espectadores Árbitro(s): Damar Matovinovic (Yugoslavia) |

## Partidos de clubes

### Finales nacionales
La final del Campeonato de España, se ha disputado en cuatro ediciones en Sevilla. La primera se disputó en el extinto Campo de la Victoria, otras dos en el Estadio de La Cartuja y el Villamarín acogió por primera vez el 25 de mayo de 2019, la final de la competición.
| Final Copa del Rey 2018/19; 25 de mayo de 2019 | F. C. Barcelona | 1:2 (0:2) | Valencia C. F.            |                                                              |                                                              |
|                                                | Messi 73'       |           | Gameiro 21' · Rodrigo 33' | Asistencia: 53 398 espectadores Árbitro(s): Undiano Mallenco | Asistencia: 53 398 espectadores Árbitro(s): Undiano Mallenco |